# اكمة الحنش (ذي السفال)
اكمة الحنش

تعديل مصدري - تعديل

اكمة الحنش محلة تابعة لقرية الضربة، التابعة لعزلة حبير بمديرية ذي السفال إحدى مديريات محافظة إب في الجمهورية اليمنية، بلغ تعداد سكانها 63 حسب تعداد اليمن لعام 2004.